# شهرستان سدار (نبراسکا)
شهرستان سدار، نبراسکا (به انگلیسی: Cedar County, Nebraska) یک سکونتگاه مسکونی در ایالات متحده آمریکا است که در نبراسکا واقع شده‌است.

## خصوصیات
شهرستان سدار ۱٬۹۳۲٫۱۴ کیلومترمربع مساحت دارد.